# 水塔站
水塔站（法語：Château d'Eau）是巴黎地鐵4號線的一個車站，水塔站位於巴黎10區。車站所在地在過去曾有一座水塔，後被噴泉所取代。水塔站附近地區多是住宅區。水塔站開業於1908年4月21日。

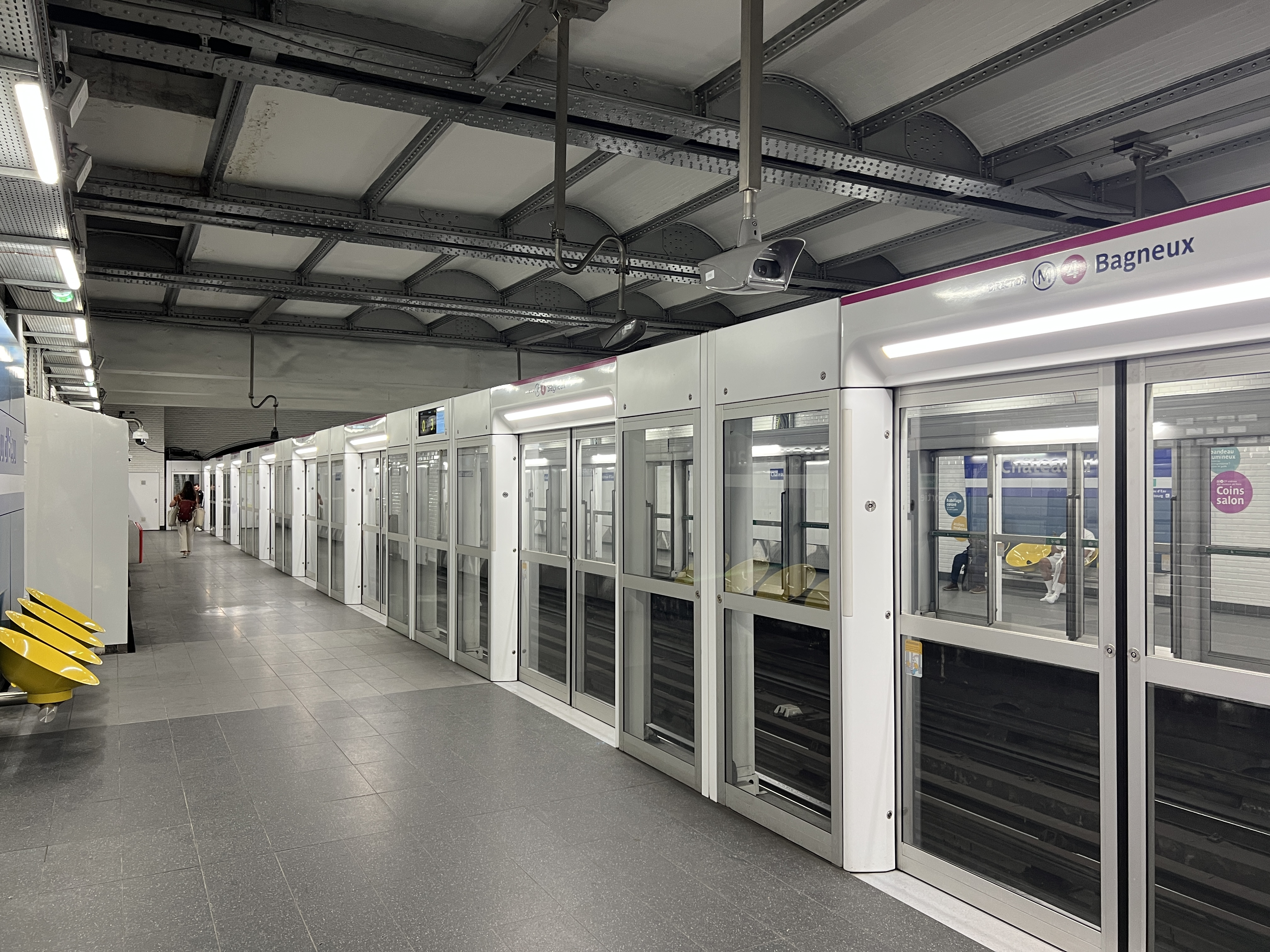
月台 (2022年7月)

## 車站結構
| 街道        |                    |                                           |
| B1          | 月台連接夾層       |                                           |
| 4號線月台層 | 側式月台，右側開門 | 側式月台，右側開門                        |
| 4號線月台層 | 北行               | 往克里尼昂古門（巴黎東站）                |
| 4號線月台層 | 南行               | 往巴涅-露西·奧布拉克（斯特拉斯堡-聖德尼） |
| 4號線月台層 | 側式月台，右側開門 |                                           |